# Тепловка (Полтавская область)
Тепловка (укр. Теплівка) — село,
Тепловский сельский совет,
Пирятинский район, Полтавская область, Украина.
Население по переписи 2001 года составляло 1071 человек.
Является административным центром Тепловского сельского совета, в который не входят другие населённые пункты.

## Географическое положение
Село Тепловка находится на правом берегу реки Гнилая Оржица, выше по течению на расстоянии в 4 км расположено село Жоравка, ниже по течению примыкает село Алексеевка, на противоположном берегу — село Смотрики и Малютинцы. Рядом проходит автомобильная дорога М-03.

## Происхождение названия
Хутор и окрестные земли на левом берегу реки Гнилая Оржица были пожалованы императрицей Екатериной графу Теплову Григорию Николаевичу в 1751 году в качестве награды за «надзор за деятельностью гетмана Кирила Разумовского». Впоследствии хутор, переросший в село, стал называться по имени хозяина земель. Граф Теплов, «соглядатай гетмана», вошел в историю как инициатор ликвидации института гетманства на территории Украины.

## История
1740 — дата основания.
Граф Теплов был известен пристрастием к курению табака (в то время дорогое удовольствие), ибо настоящий табак могли позволить себе исключительно состоятельные лица. Именно граф Теплов был инициатором возделывания американского табака на своих землях. Табачное производство было настолько удачным, что стало в селе традиционным, а с 1847 года тепловский табак закупается для производства сигарет знаменитой компанией «Филипп Моррис». Предполагается, что именно на этом табаке в 1889 году была запущена табачно-махорочная фабрика «Золотая рыбка» купцов Рабиновича и Фраткина в соседних Прилуках.
Церковь Святого Духа этого села известна с 1765 года
Село указано на подробной карте Российской империи и близлежащих заграничных владений 1816 года
С 1843 года Тепловка принадлежала князю Михаилу Долгорукову 2-му. В 1859 году в его имении гостил российский император Александр II, именно здесь, 20 сентября, он впервые увидел дочь Долгорукова 11-летнюю Екатерину, впоследствии – фаворитку и (с 1880 года) морганатическую супругу царя. 
После 1945 года в состав села вошла Сурмачевка

## Экономика
- Кооператив «Зелена нива».[источник не указан 1538 дней]
- ЧП «Степ».[источник не указан 1538 дней]

## Объекты социальной сферы
- Школа.[источник не указан 1538 дней]

## Известные люди
- Ремесло Василий Николаевич (1907—1983) — украинский советский селекционер, дважды Герой Социалистического Труда, родился в селе Тепловка.
- Третьяк Иван Лукич (1906—1976) — Герой Советского Союза, родился в селе Тепловка.
- Бидненко, Александр Иванович — Герой Советского Союза, родился в селе Тепловка.
- Иванько, Александр Андреевич — Герой Советского Союза, родился в селе.